# Ritsu Dōan
Ritsu Dōan (en japonés: 堂安 律) (Amagasaki, Hyōgo, 16 de junio de 1998) es un futbolista japonés. Juega como centrocampista y su equipo es el Eintracht Fráncfort de la 1. Bundesliga de Alemania.

## Biografía
Su hermano Yu Dōan también es futbolista.

## Selección nacional
Ha sido internacional con la selección de Japón en 57 ocasiones. En categorías inferiores lo ha sido en 32 ocasiones anotando 6 goles.
Participó en el Mundial de Catar de 2022. En el partido de fase de grupos ante Alemania anotó un gol en el minuto 30 del segundo tiempo para empatar el partido, que luego ganarían 2 a 1. En el partido ante España, anotó un gol en el segundo tiempo para empatar y más tarde su compañero Ao Tanaka anotó otro gol para darle la victoria y clasificarlos a los octavos de final.

### Participaciones en Copas del Mundo
| Mundial      | Sede  | Resultado        | Partidos | Goles |
| ------------ | ----- | ---------------- | -------- | ----- |
| Mundial 2022 | Catar | Octavos de final | 4        | 2     |

## Clubes
| Club                       | País         | Año       |
| -------------------------- | ------------ | --------- |
| Gamba Osaka                | Japón        | 2015-2018 |
| F. C. Groningen (cedido)   | Países Bajos | 2017-2018 |
| F. C. Groningen            | Países Bajos | 2018-2019 |
| PSV Eindhoven              | Países Bajos | 2019-2022 |
| Arminia Bielefeld (cedido) | Alemania     | 2020-2021 |
| S. C. Friburgo             | Alemania     | 2022-2025 |
| Eintracht Fráncfort        | Alemania     | 2025-     |

## Palmarés

### Títulos nacionales
| Título                        | Club          | País         | Año  |
| ----------------------------- | ------------- | ------------ | ---- |
| Supercopa de los Países Bajos | PSV Eindhoven | Países Bajos | 2021 |
| Copa de los Países Bajos      | PSV Eindhoven | Países Bajos | 2022 |